# Station Cysoing
Station Cysoing is een spoorwegstation in de Franse gemeente Cysoing. Het station staat langs de spoorlijn Somain - Halluin